# Dražin Vrt
Dražin Vrt (en serbe cyrillique : Дражин Врт) est un village du sud-ouest du Monténégro, dans la municipalité de Kotor.

## Démographie

### Évolution historique de la population
| 1948 | 1953 | 1961 | 1971 | 1981 | 1991 | 2003 |
| ---- | ---- | ---- | ---- | ---- | ---- | ---- |
| 127  | 117  | 94   | 64   | 21   | 58   | 59   |